# المرانة (بانياس)
المرانة قرية تتبع ناحية العنازة في منطقة بانياس التابعة لمحافظة طرطوس.